# Santana do Paraíso
Santana do Paraíso ist eine Stadt im brasilianischen Bundesstaat Minas Gerais. Sie liegt am Rio Doce, etwa 950 km entfernt von der Hauptstadt Brasília. Im Juli 2009 lebten in Santana do Paraíso 24.695 Menschen auf 275,5 km². Sie ist die kleinste der vier Städte der Region Vale do Aço, die eine Bevölkerungszahl von fast einer halben Million hat.